# حاسوب منزلي
الحواسيب المنزلية (بالإنجليزية: Home computer)‏ هي فئة من الحواسيب التي دخلت السوق في عام 1977م وأصبحت شائعة خلال الثمانينيات. سُوقت للمستهلكين على أنها أجهزة حواسيب يسيرة التكلفة ويمكن الوصول إليها. وكانت، لأول مرة، مخصصة لاستخدام غير تقني واحد. كانت تكلف عادةً أقل بكثير من الحواسيب التجارية أو العلمية أو الهندسية الموجهة في ذلك الوقت.
كانت أقل بكثير من أجهزة الحاسوب التجارية أو العلمية أو الهندسية ذات التوجهات في ذلك الوقت وكانت بشكل عام أقل قوة من حيث الذاكرة وقابلية التوسع ومع ذلك، غالبًا ما يحتوي جهاز الكمبيوتر المنزلي على رسومات وصوت أقوى من أجهزة الكمبيوتر التجارية المعاصرة. أكثر استخداماتهم شيوعًا كانت لعب ألعاب الفيديو، ولكن اُسْتُخْدِمَت أيضًا بانتظام لمعالجة الكلمات والقيام بالواجبات المنزلية والبرمجة.
أصبح الخط الفاصل بين سوق أجهزة الكمبيوتر التجارية والمنزلية غير واضح أو اختفى تمامًا بمجرد أن تصبح الأجهزة المتوافقة مع حاسوب آي بي إم الشخصي  شائعة الاستخدام في المنزل، نظرًا لأن الفئتين من أجهزة الحاسوب تستخدم حاليًا نفس المعالج والأجهزة الطرفية وأنظمة التشغيل والتطبيقات. غالبًا ما يكون الاختلاف الوحيد هو منفذ البيع الذي من خلاله يتم الشراء. حدث تغيير آخر من عصر الكمبيوتر المنزلي هو أن المسعى الذي كان شائعًا في السابق لكتابة البرامج الخاصة به قد اختفى تقريبًا من استخدام الحاسوب المنزلي.
مؤخراً بدأت الحواسيب الذكية بالظهور، وقد تطورت بطريقة عالية، وتعدد مهامها، وتنوعت أحجامها الصغيرة، وتصميماتها المختلفة وألوانها المنوعة.

## التاريخ
بدأ عصر الحاسوب الشخصي عام 1977 مع ظهور الحاسوب الدقيق الذي سمح بظهور حواسيب للعمل الشخصي بعد أن كانت الحواسيب يتشاركها العديد من المستخدمين.
بعد نجاح الحواسيب المنزلية في السبعينيات، وفي الثمانينيات تم إبتكار بعض التقنيات التي لم يسبق لها مثيل في يومها. حيث تم إنتاجها وتسويقها خلال الثمانينيات في زيادة شعبية هذه القطع من المعدات طوال العقد وما بعده. بحلول الوقت الذي وصلت فيه الثمانينيات إلى نهايتها، كان من غير المعتاد أن تكون الأسرة بدون جهاز كمبيوتر كان الناس يستخدمونها لممارسة الألعاب والعديد من الأشياء الأخرى، مثل التحدث مع الآخرين في شبكة المكتب الأخرى المتعلقة بالعمل. أصبحت أجهزة الكمبيوتر خلال الثمانينيات أيضًا أكثر سهولة في الاستخدام مع تزايد عدد الأشخاص الذين يشترونها.
تمت تسميتها أيضا بالحاسوب الشخصي وأول من استعمل تسمية «الحاسوب الشخصي» كان جون موشلي في مقالة كتبها في صحيفة نيويورك تايمز في 3 نوفمبر 1962 حيث عرض رؤيته حين قال: «لا يوجد أي سبب يمنع أي فتى أو فتاة من تعلم والسيطرة على الحاسب الشخصي» وكانت. وفي أكتوبر 1975، وصفت مجلة بايت في عددها الأول أن في خدمة من يعمل بمجال الحاسوب الشخصي. وفي مايو 1975، عرفت مجلة «الحوسبة الخلاقة» الحاسب الشخصي بأنه «الحاسوب الذي لا يتقاسم الوقت مع مستخدمين أخرين». وعام 1977، أطلق تسمية الحاسوب الشخصي على جهازي أبل 2 وبيت 2001 بينما وصف جهاز تي آر إس 80 بجهاز حاسوب دقيق للإستعمال المنزلي.

## خلفية

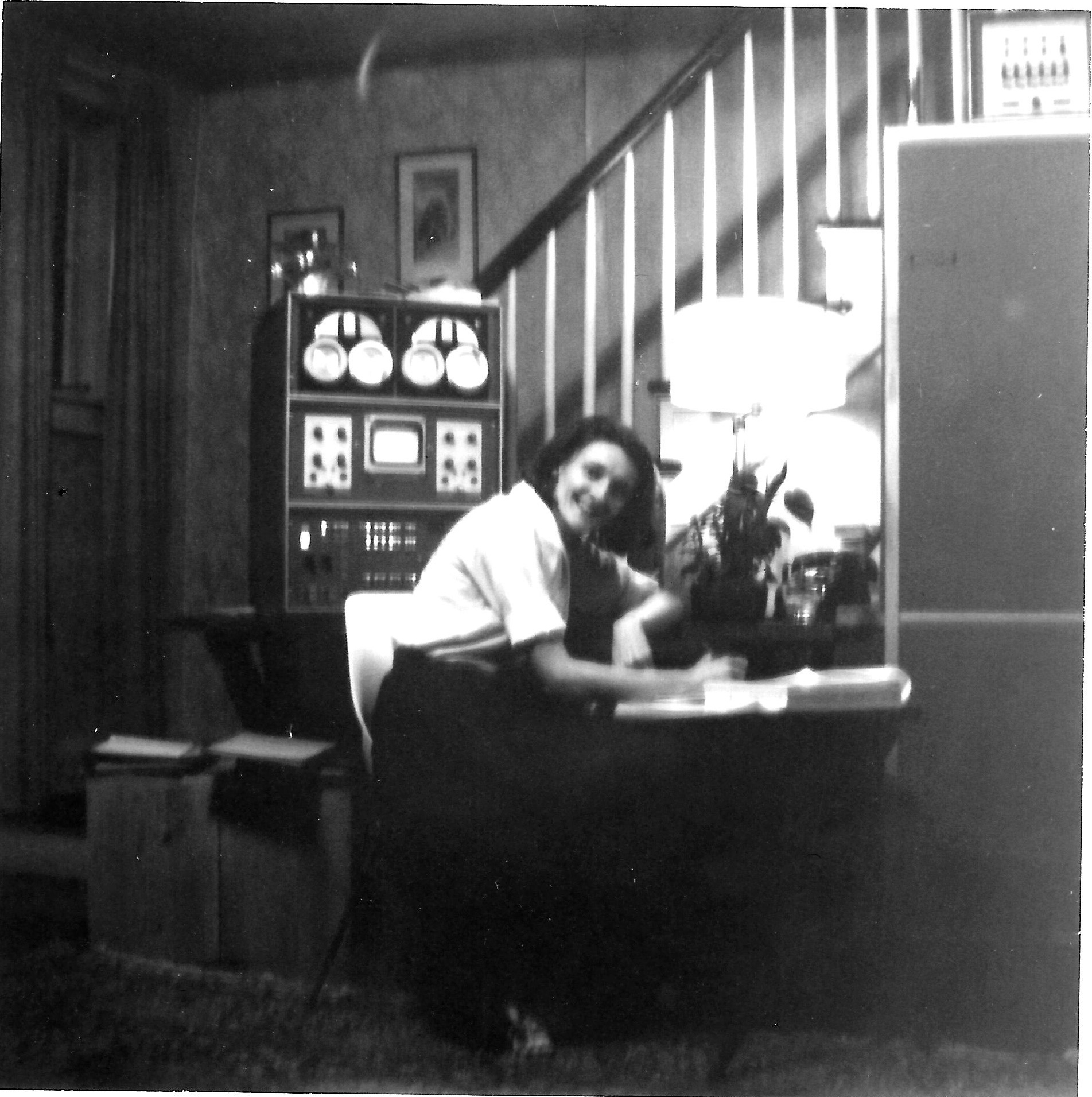
حاسوب منزلي في الولايات المتحدة في عام 1965م

أصبحت أجهزة الكمبيوتر ميسورة التكلفة لعامة الناس في السبعينيات بسبب الإنتاج الضخم للمعالج الدقيق الذي بدأ في عام 1971. كانت الحواسيب الصغيرة المبكرة مثل ألتير 8800 تحتوي على مفاتيح مثبتة في الأمام وأضواء تشخيصية ( تُعرف باسم «بلينكين لايت») للتحكم والإشارة إلى حالة النظام الداخلي، وغالبًا ما يتم بيعها في شكل عدة للهواة. وتحتوي هذه المجموعات على لوحة دوائر مطبوعة فارغة يقوم المشتري بملئها بالدوائر المتكاملة والمكونات الإلكترونية الفردية الأخرى والأسلاك والموصلات، ثم لحام جميع هذه التوصيلات يدويا
كانت الإعلانات في الصحافة الشعبية لأجهزة الكمبيوتر المنزلية البدائية مليئة بإمكانيات استخدامها العملي في المنزل، من فهرسة الوصفات إلى التمويل الشخصي التشغيل الآلي للمنزل. على النقيض من ذلك، غالبًا ما تُدرج الإعلانات في أجهزة الكمبيوتر المتخصصة المواصفات ببساطة. إذ لم يكن هناك برمجيات مجمعة متاحة لتطبيق معين، يمكن لمستخدم الكمبيوتر المنزلي برمجة واحد - بشرط أن يكونوا قد استثمروا الساعات اللازمة لتعلم برمجة الكمبيوتر، بالإضافة إلى خصوصيات نظامهم.
لم تكن أجهزة الكمبيوتر المنزلية عادةً مجموعات إلكترونية؛ تم بيع أجهزة الكمبيوتر المنزلية المصنعة بالفعل في عبوات معدنية أو بلاستيكية أنيقة. ومع ذلك، كانت هناك مجموعات تجارية مثل Sinclair ZX80 والتي كانت عبارة عن أجهزة كمبيوتر منزلية حيث يمكن للمشتري تجميع الوحدة من مجموعات منوعة.
في عام 1990 حاول ستيف جوبز (مؤسس شركة ابل) بمحاولة تطوير شركة تسمى نكست لبيع حواسيب منزلية بسعر زهيد ولكن محاولته بائت بالفشل التام وأصبحت شركة عادية حتى إختفت بين سنتي 1997 و1998.
بحلول عام 1982، كان هناك ما يقدر بنحو 621000 جهاز كمبيوتر منزلي في المنازل الأمريكية بمتوسط سعر بيع يبلغ 530 دولارًا أمريكيًا (ما يعادل 1,376 دولارًا أمريكيًا في عام 2020).

## الإستقبال والتأثير الإجتماعي

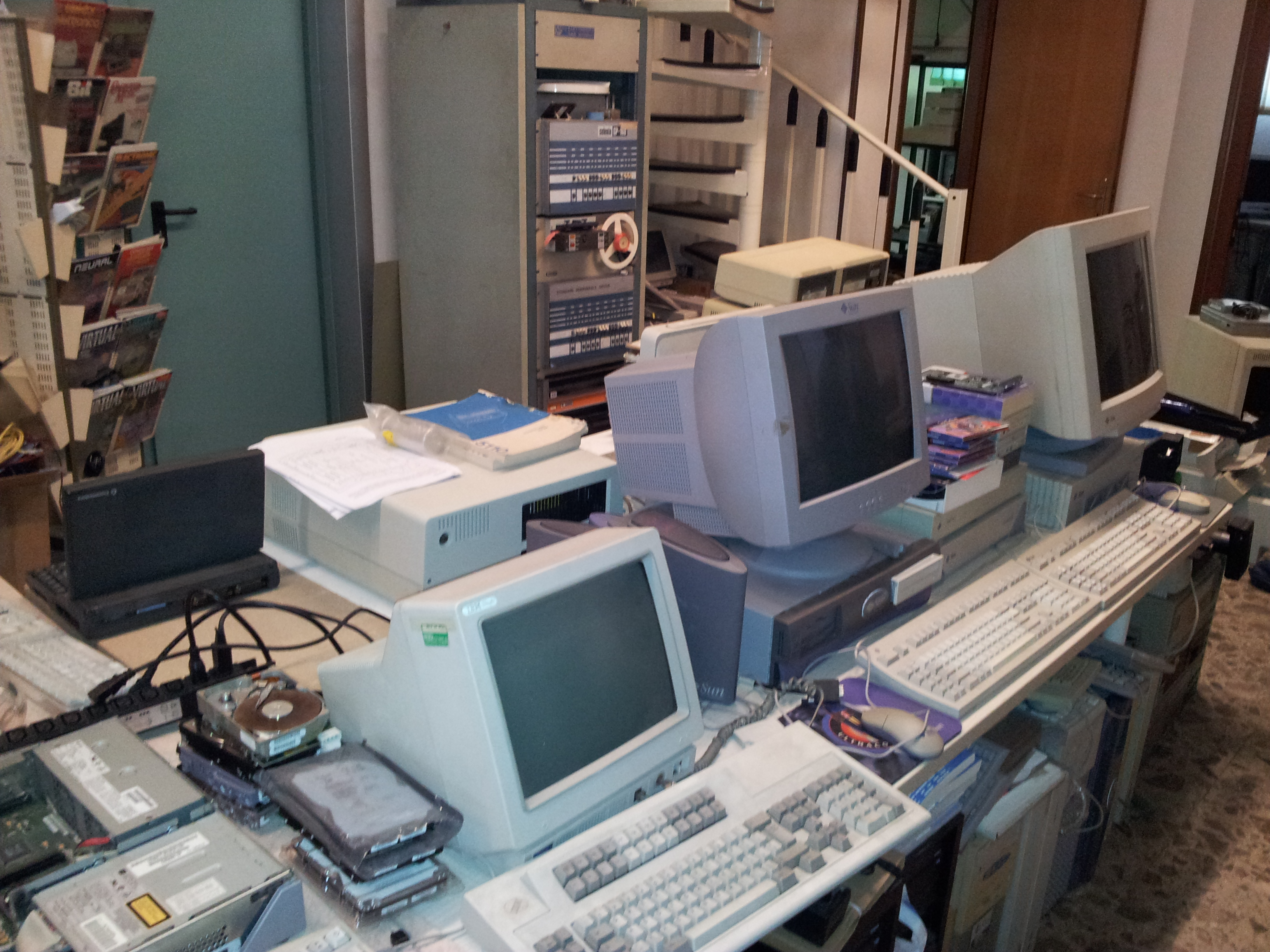
حواسيب منزلية مجمعة قد يتم إستعمالها في المدارس لغرض التدريس

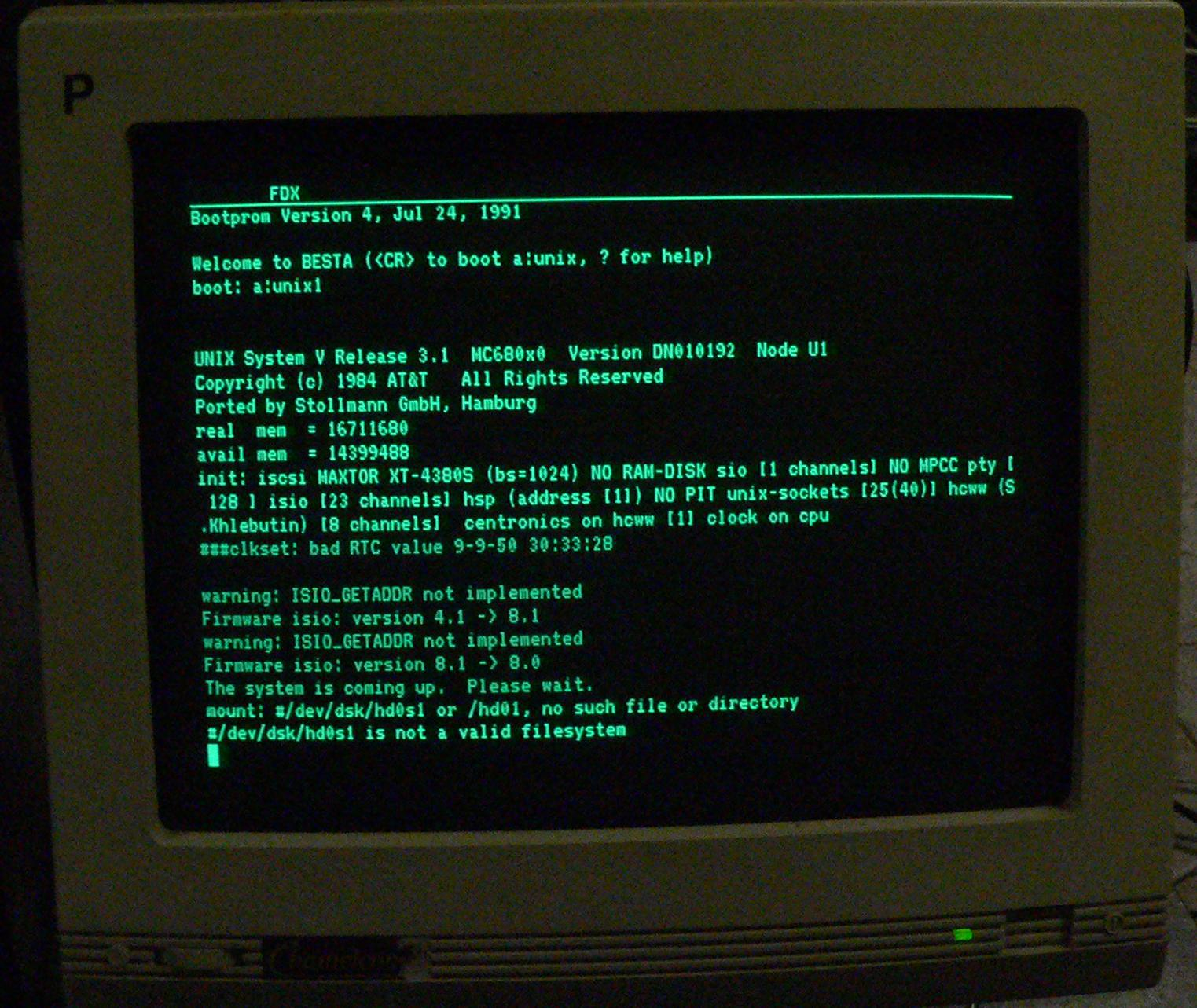
أغلب النصوص التي تظهر على شاشات الحاسوب تظهر باللغة الإنكليزية

في عام 1977، وفي إشارة إلى أجهزة الكمبيوتر المستخدمة في التشغيل الآلي للمنزل في فجر عصر الكمبيوتر المنزلي، نُقل عن الرئيس التنفيذي لشركة (DEC) كين أولسن، قائلا «لا يوجد سبب لامتلاك أي فرد جهاز كمبيوتر في منزله». ذكرت صحيفة بوسطن فينيكس في عام 1983م أن الناس يدركون حقيقة أن التطبيقات مثل موازنة دفتر شيكاتك وحفظ وصفات المطبخ هي في الواقع أسرع وأسهل في القيام بها باستخدام آلة حاسبة للجيب وصندوق من بطاقات الفهرسة.
بعد اتخاذ بعض الخطوات المبدئية في أواخر السبعينيات، شهدت الثمانينيات انطلاق الحوسبة المنزلية بالفعل. في ذلك الوقت، لم تكن غرفة نوم الشباب كاملة بدون جهاز كمبيوتر وأشرطة منوعة ومعروضة.
في مقال، كتب المبرمج والكاتب بول فورد في طرق الحوسبة، وأسباب إعادة الحوسبة إلى جانب الذكريات التي تثيرها له، ولكنها تتعلق أيضًا بشخص نشأ مع أجهزة كمبيوتر وما قد تعنيه أجهزة الكمبيوتر بشأن الاتصالات التي نجريها. كتب فورد:

## أشعة كهرومغناطيسية ضارة
في عام 1979 أي بعد أن هبطت الموجة الأولى من وحدات تحكم الألعاب والأجهزة التقنية في المنازل الأمريكية، بدأت تلقت لجنة الاتصالات في الولايات المتحدة شكاوى من التدخل الكهرومغناطيسي، حتى طلبت لجنة الاتصالات من المصانع تقديم عينات لاختبار ترددات لاسلكية. وقد وجد أن أجهزة الكمبيوتر المنزلية من «الجيل الأول» تنبعث منها ضوضاء التردد اللاسلكي مثل أتاري 400 وأتاري 800 التي تم تصميمها مع تدريع RF الثقيلة لتلبية المتطلبات بين عامي 1980 و1982 تم إدخال اللوائح التي تحكم انبعاث الترددات من أجهزة الكمبيوتر المنزلية. ناشدت بعض الشركات لجنة الاتصالات الفيدرالية (FCC) للتنازل عن متطلبات أجهزة الكمبيوتر المنزلية، بينما اعترض البعض الآخر (مع التصميمات المتوافقة) على التنازل. وفي النهاية أصبحت تقنيات التداخل موحدة.

## سابقا

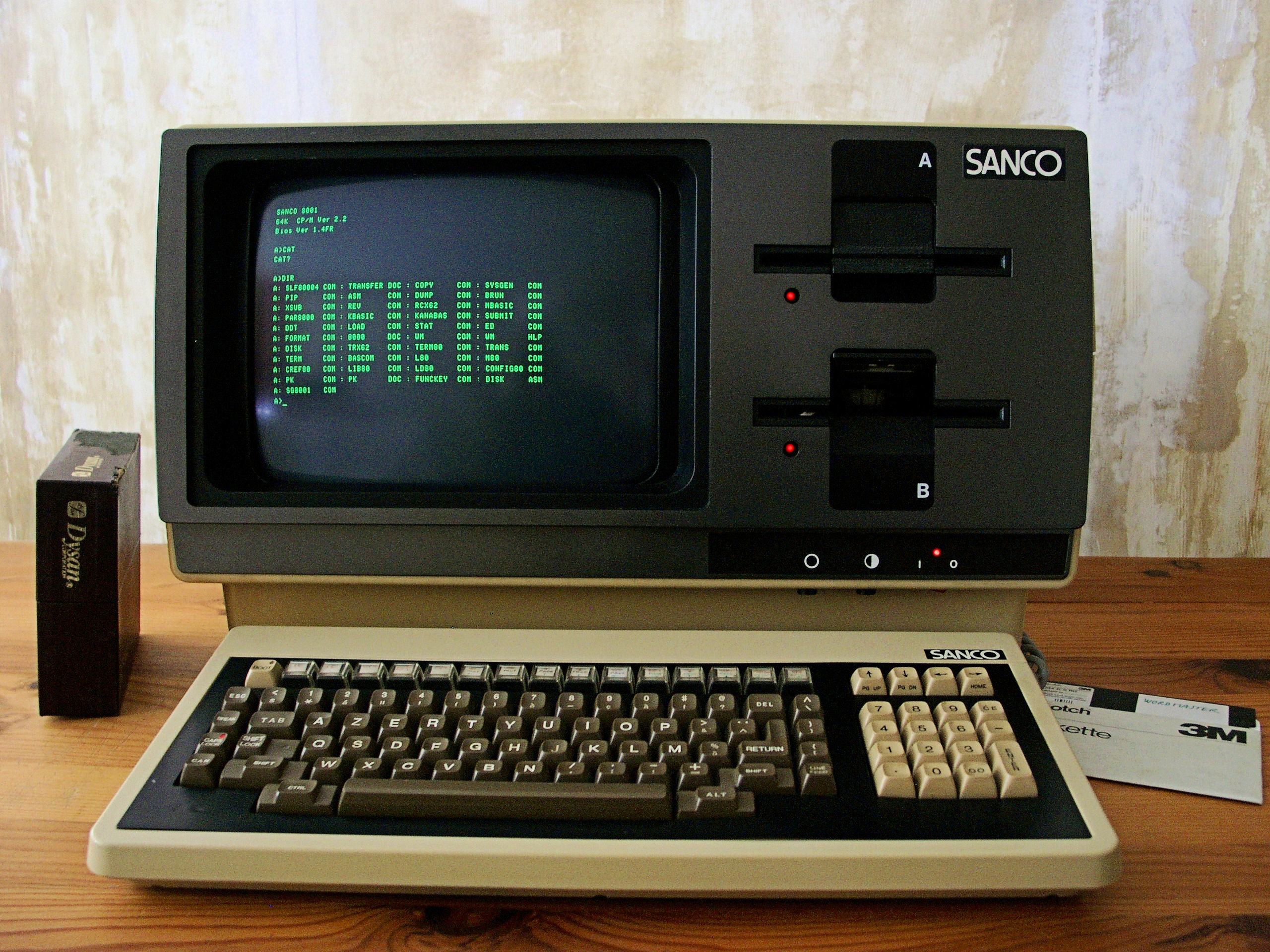
حاسوب منزلي على الطراز الأول

شعار مجلة بايت التي كانت تذيع أخبار الحوسبة المنزلية في ديسمبر 1979م

كانت تستخدم إعادة المعالجة تشمل استخدام الأجهزة القديمة، والتي تؤدي مهام حديثة مثل تصفح الويب والبريد الإلكتروني. مع تطور تقنيات البرمجة وفهمت هذه الأنظمة جيدًا بعد عقود من الاستخدام، أصبح من الممكن كتابة برامج تعطي قدرات أجهزة الكمبيوتر المنزلية التي لم يحلم بها مصمموها. يقوم نظام التشغيل Contiki بتطبيق حزمة GUI و TCP / IP على الأنظمة الأساسية أبل 2 و Atari ST 16-bit ، مما يسمح لأجهزة الكمبيوتر المنزلية هذه بالعمل كعملاء إنترنت وخوادم.
طوال التسعينات والعقد الأول من القرن الحادي والعشرين، كانت العديد من أنظمة الكمبيوتر المنزلية متوفرة بشكل غير مكلف في مبيعات المرآب وعلى موقع إيباي. بدأ العديد من المتحمسين في جمع أجهزة الكمبيوتر المنزلية، مع البحث عن أنظمة أقدم وأكثر ندرة. في بعض الأحيان تحولت المجموعات إلى متحف افتراضي معروض على مواقع الويب 
في البداية، استخدمت العديد من أجهزة الحواسيب المنزلية الكاسيت الصوتي المضغوط في كل مكان كآلية تخزين مثل اليو إس بي. إن القياس التقريبي لكيفية عمل ذلك هو وضع مسجل على خط الهاتف حيث تم تحميل ملف بواسطة مودم لحفظه وإعادة تشغيل التسجيل مرة أخرى من خلال المودم «للتحميل». معظم تطبيقات الكاسيت بطيئة بشكل ملحوظ وغير موثوقة، ولكن أغلب المحركات كانت ضخمة جدًا للاستخدام المنزلي، وتم تسعير محركات أقراص كعامل شكل مبكر للاستخدام التجاري نظرًا لأن معظم الأنظمة التي يتم شحنها مع لغة البرمجة الأساسية مدرجة في ذاكرة القراءة فقط للنظام، كان من السهل على المستخدمين البدء في إنشاء تطبيقاتهم البسيطة. وجد العديد من المستخدمين البرمجة تجربة مجزية ومقدمة جيدة لعالم التكنولوجيا الرقمية.
وفي وقت مبكر من عام 1965م، استكشفت بعض المشاريع التجريبية مثل جهاز إيتشو آي في للمصممة لجيم ساذرلاند، الفائدة المحتملة لجهاز كمبيوتر في المنزل.
وقديما لا يوجد كاميرات أو شاشات لمس أو شاشات بلازما كما نحن نعرفهم اليوم.

## ثالوث 1977s

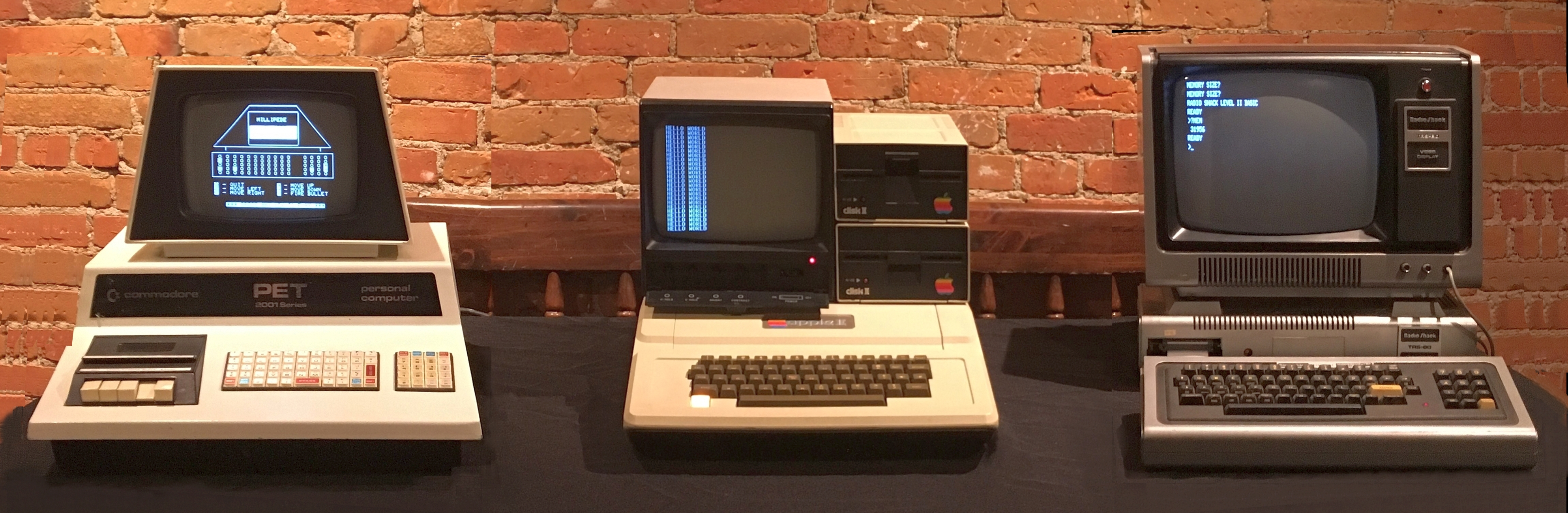
أجهزة ثالوث 1977م من اليسار جهاز كومودور بيت 2001 وجهاز تي ار إس 8001 وأبل 2

بحلول عام 1976، كانت هناك العديد من الشركات التي تتسابق لتقديم أول أجهزة كمبيوتر شخصية تجارية تم إطلاق ثلاث أجهزة، وهي (أبل 2) و (كومودور بيت 2001) و (تي ار اس 80) في عام 1977 أصبحت الأكثر شهرة في أواخر عام 1978 حتى أشارت مجلة بايت لاحقًا إليها باسم (ثالوث 1977) وإشتهرت بذلك في عام 1977 أصدرت شركة تاندي للحواسيب الذكية جهاز سورد إم 200 في اليابان وهو أقل شهرة تقريبا. وتشمل أجهزة الثالوث:

### جهاز آبل II
أبل II هو حاسب شخصي، وأول الحاسبات الصغيرة الناجحة من فئة الإنتاج الضخم، صمم من قبل ستيف وزنياك وصنع من قبل شركة أبل للحواسيب (والمعروفة الآن بأسم أبل) وقدم في عام 1977. وهو أول نموذج من سلسلة أبل II والتي أستمرت في الإنتاج حتى إصدار ابل آي آي إي في نهاية نوفمبر 1993.
في عام 2019م شعر أستاذ في جامعة فوردهام الأميركية، بالصدمة حين اكتشف أن جهاز «ابل 2» الخاص به، ما زال يعمل بشكل جيد، وأنه بحالة ممتازة رغم أنه قديم جدا وقد إشتراه منذ عقود.

### كومودور بيت
وهو حاسوب منزلي تم طرحه في عام 1977، يعمل على معالج موس 6502 أطلقت عيه مجلة بايت أول حاسوب شخصي وكان يتكون من لوحة مفاتيح كاملة مع شاشة بحجم 40×25 حرف ومحرك أشرطة كلها مدمجة في قالب واحد. بيع منه مليون قطعة. ومازال يخدم لغاية الآن دون أية مشاكل. وقرر المتحف الألماني للثقافة التقنية في دورتموند الاحتفاظ بهذا الكمبيوتر النادر ووضعه في مكان شرف في المتحف بسبب قيمته التاريخية.

### تي آر إس 80 (TRS 80)
تي آر إس 80 (بالإنجليزية: TRS-80)‏ هو حاسوب دقيق مكتبي صدر في سنة 1977 وهو من صنع شركة تاندي كوربوريشن. بحلول سنة 1979 كان لدى تي آر إس 80 أكبر تشكيلة من البرمجيات في سوق الحواسيب الدقيقة. حتى سنة 1982 كان تي آر إس 80 الحاسوب الأكثر مبيعا متغلبا على سلسلة أبل 2.

## أبرز الأجهزة

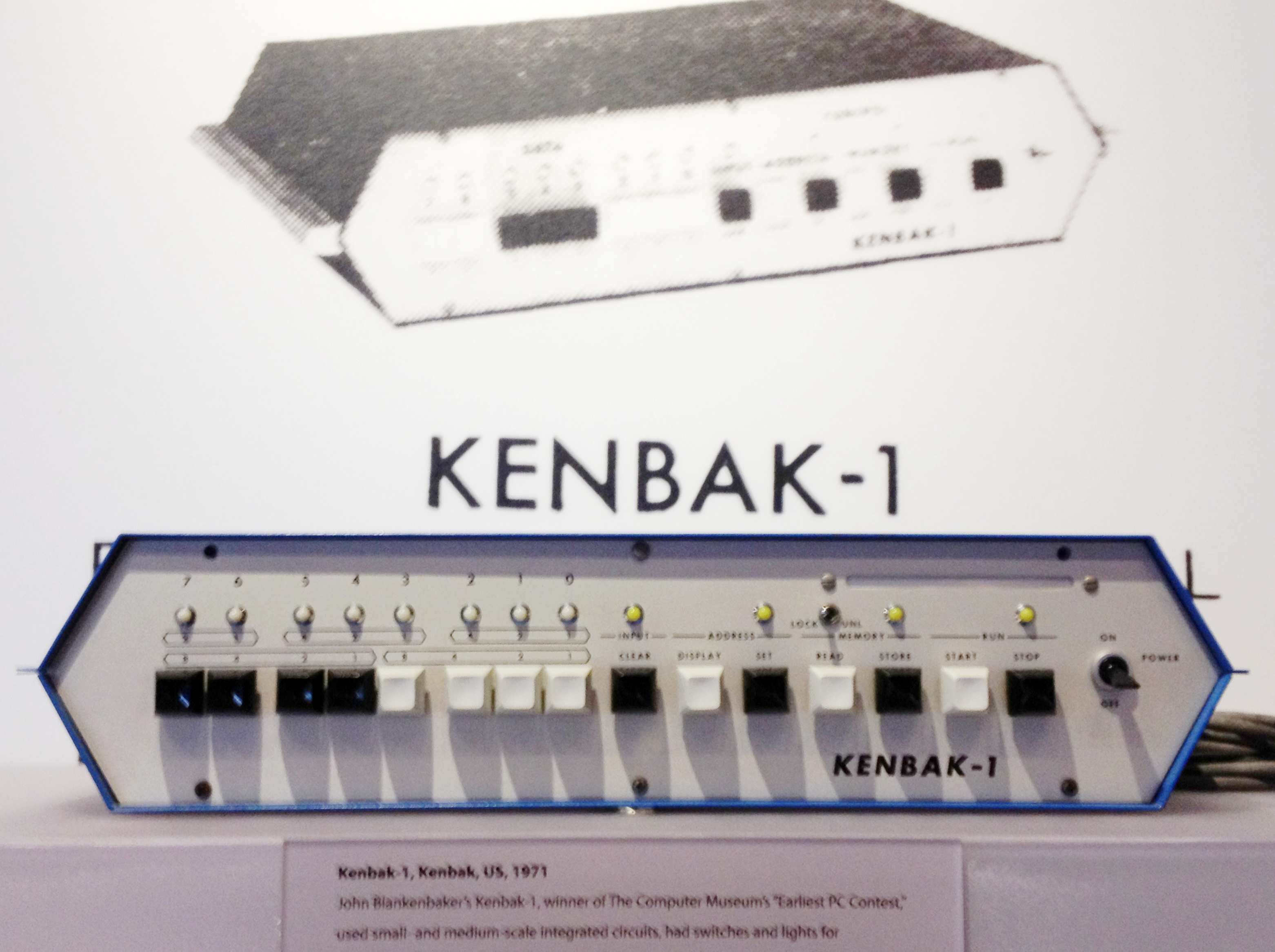
جهاز كينيباك 1
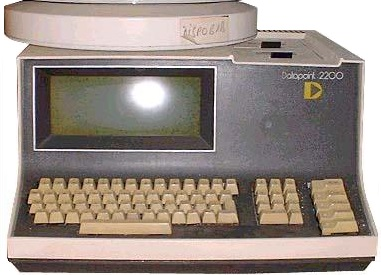
جهاز داتابوينت 2200
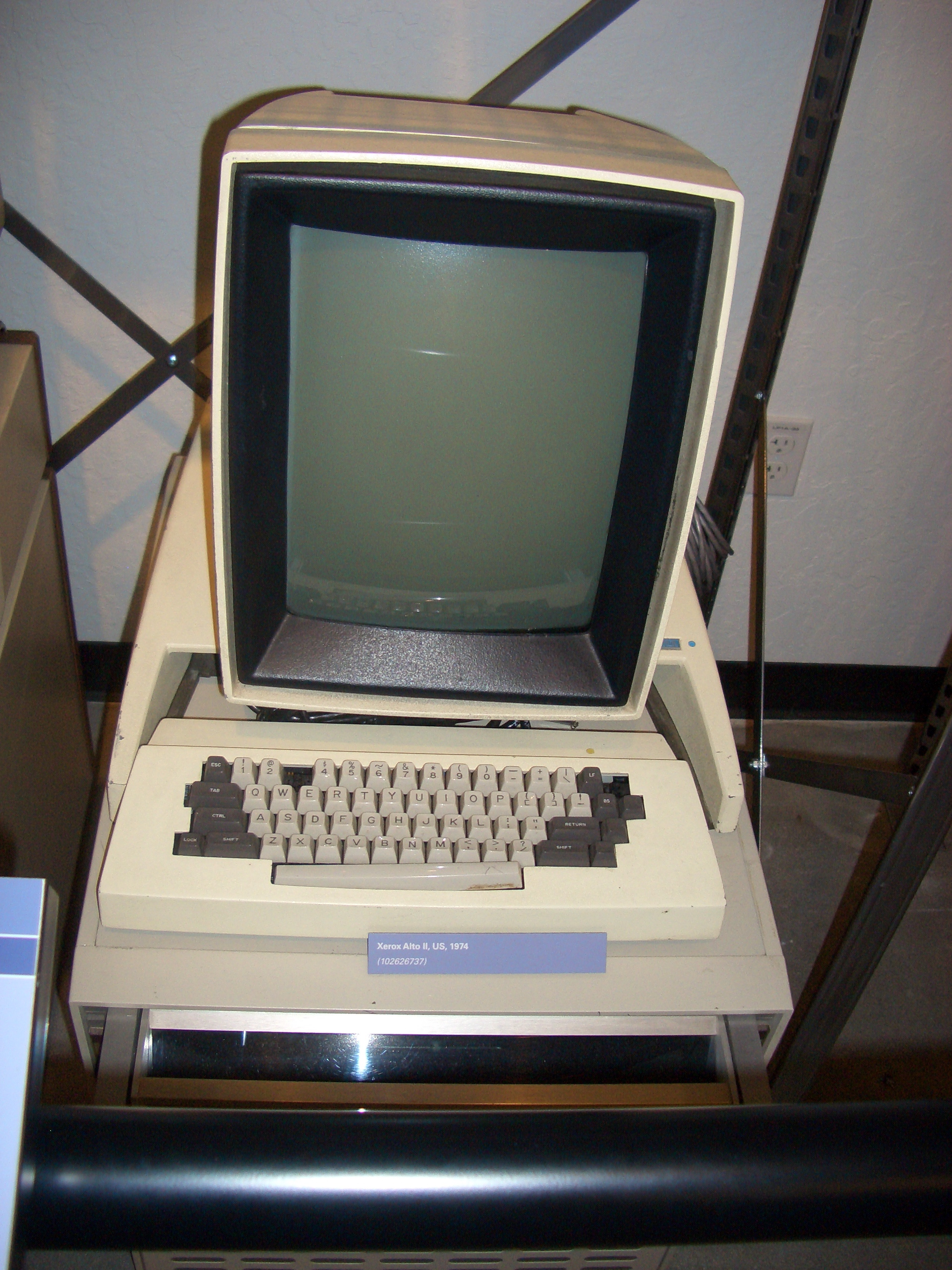
جهاز زيرزكس ألتو
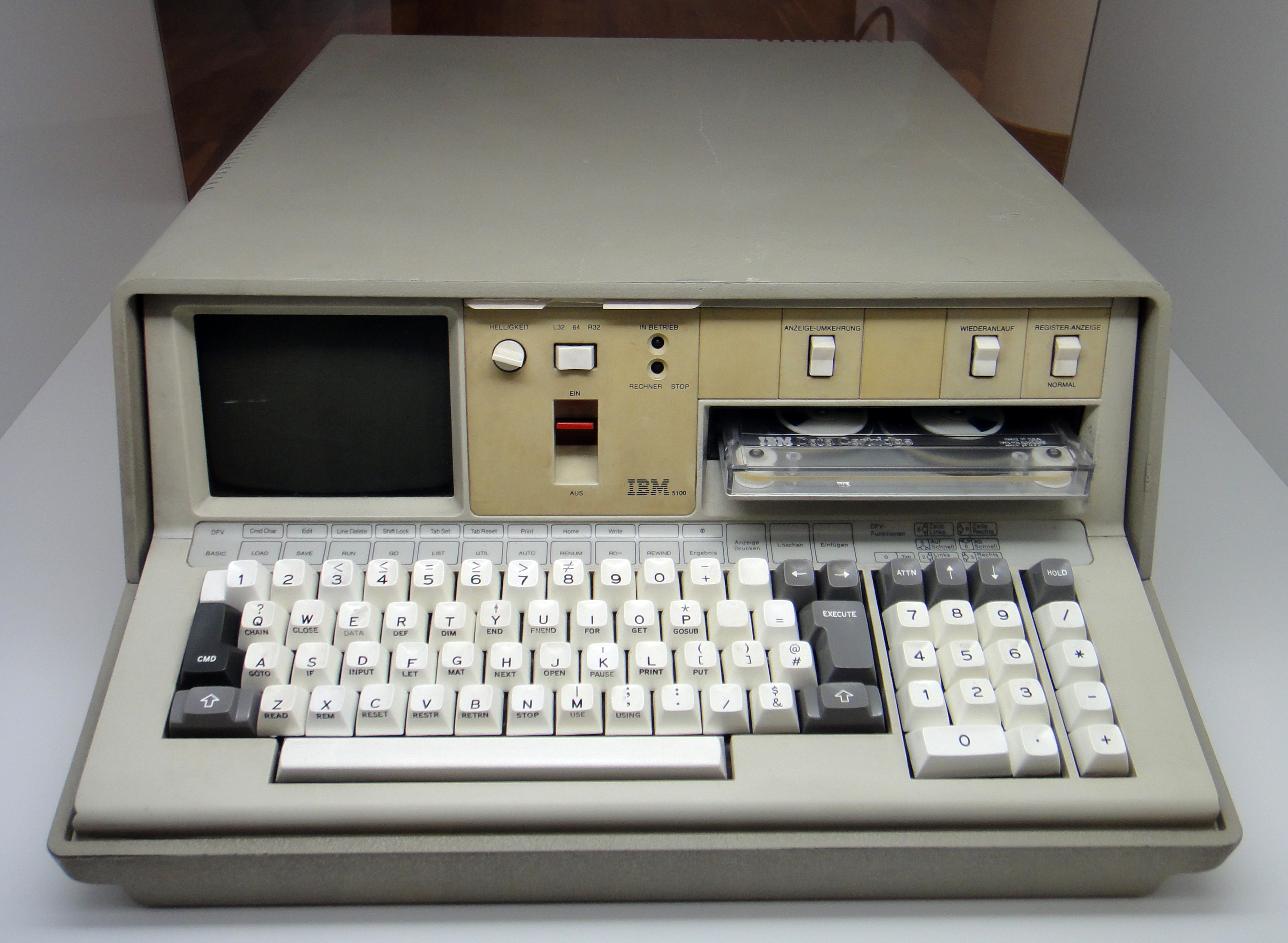
جهاز أي بي أم 5100
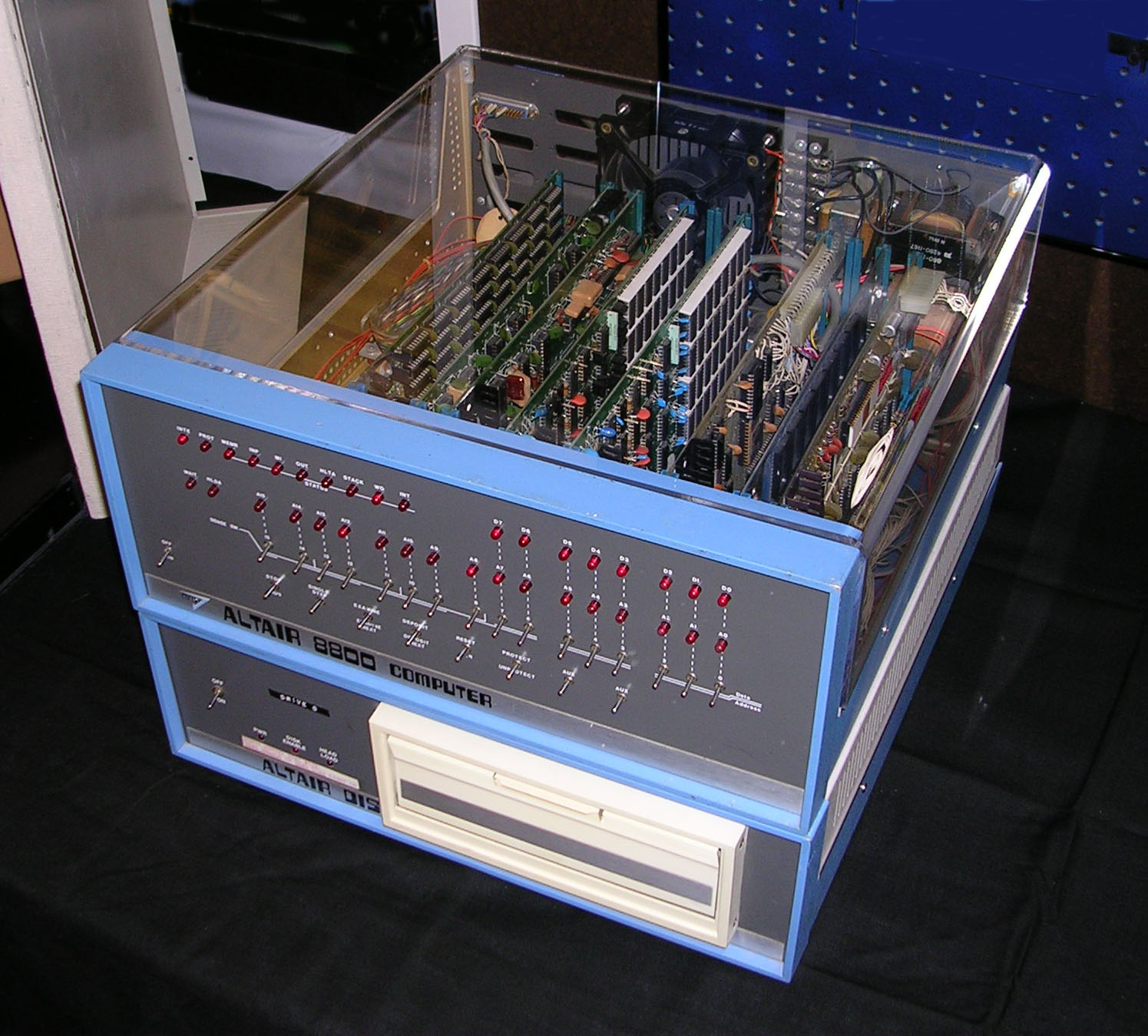
جهاز ألتير 8800
إكسيدي سورسيرور
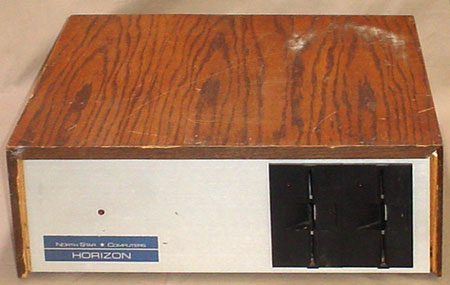
جهاز نورث ستار هورايزن
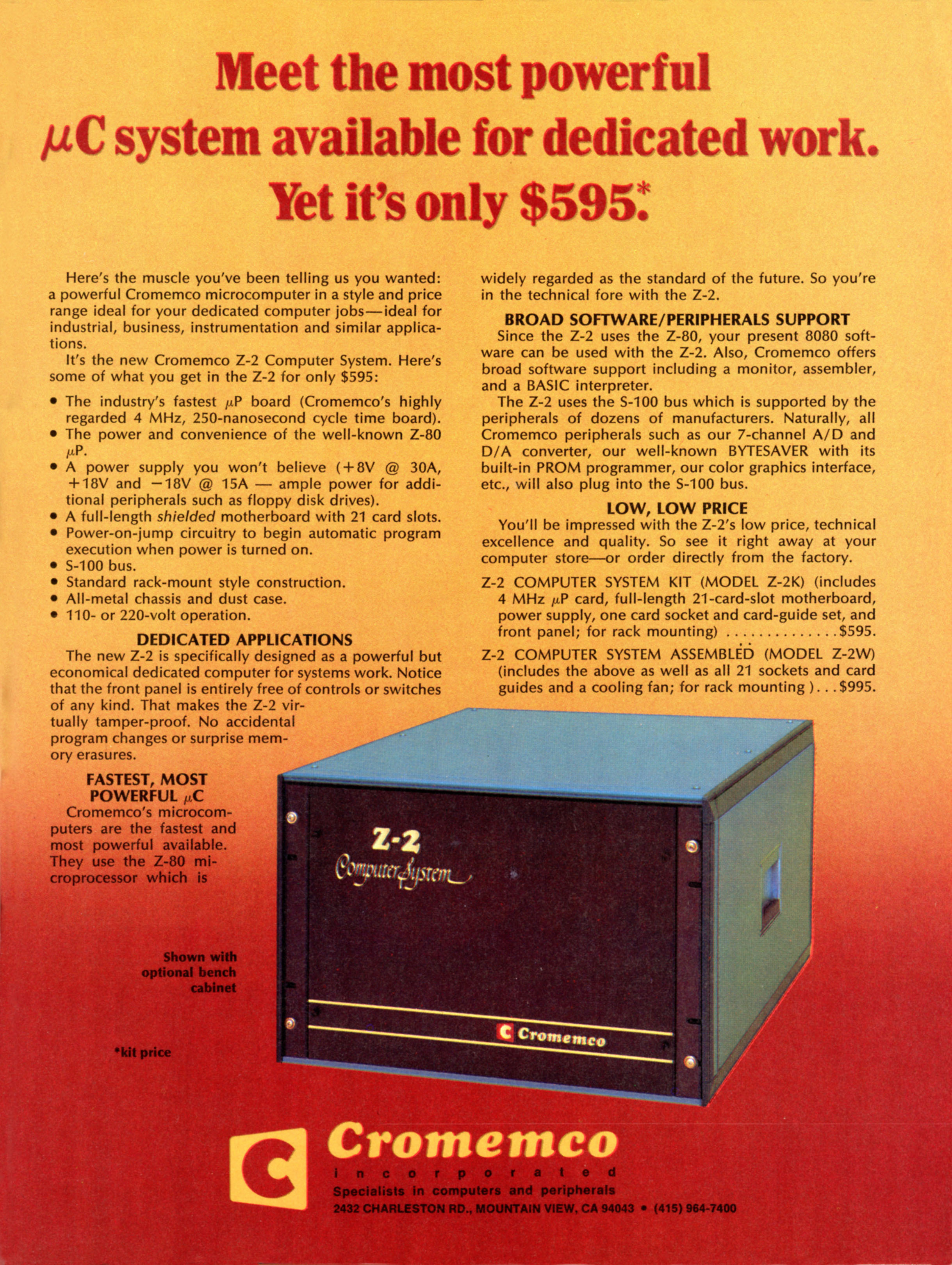
جهاز كروميكو زد 2
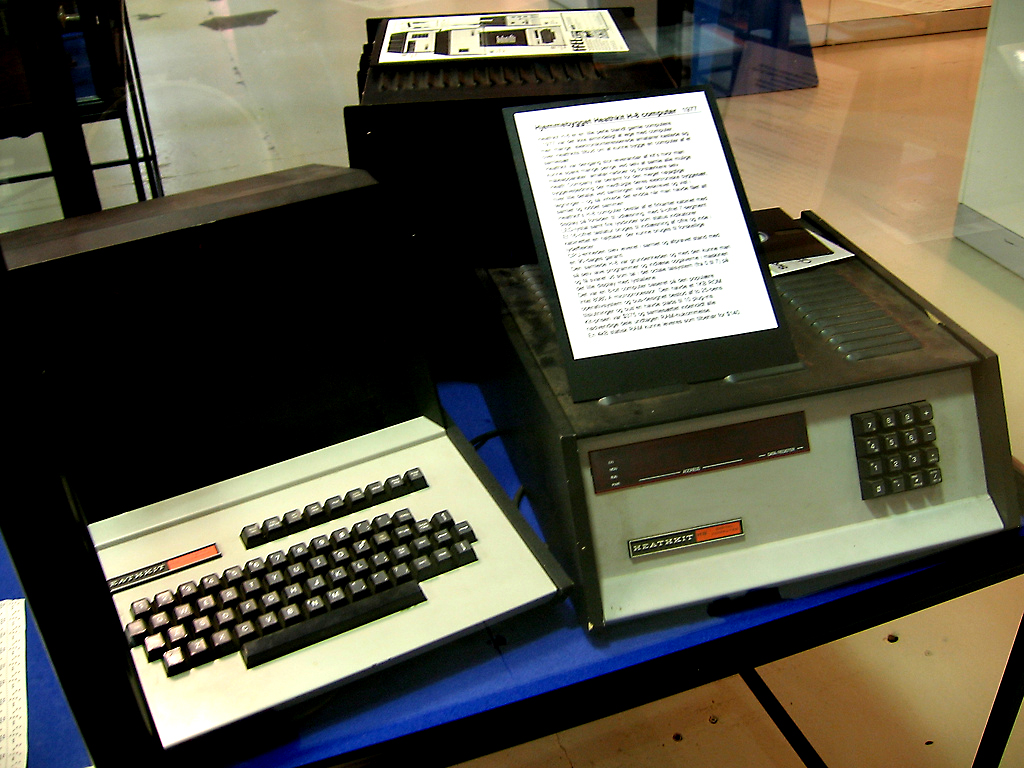
جهاز هيث كيت أتش رقم 8